# Kế Thành
Kế Thành là một xã thuộc huyện Kế Sách, tỉnh Sóc Trăng, Việt Nam.

## Địa lý
Xã Kế Thành nằm ở phía tây huyện Kế Sách, có vị trí địa lý:
- Phía đông giáp thị trấn Kế Sách và xã Thới An Hội
- Phía tây giáp xã Kế An
- Phía nam giáp huyện Châu Thành
- Phía bắc giáp xã Thới An Hội và xã Trinh Phú.

Xã Kế Thành có diện tích 25,47 km², dân số năm 2022 là 13.628 người, mật độ dân số đạt 535 người/km².

## Hành chính
Xã Kế Thành được chia thành 7 ấp: Ba Lăng, Bồ Đề, Bưng Túc, Cây Sộp, Kinh Giữa 1, Kinh Giữa 2, Thành Tân.

## Lịch sử
ngày 21 tháng 4 năm 1979, Hội đồng Chính phủ ban hành Quyết định số 174-CP về việc thành lập xã Kế Thành trên cơ sở tách một phần của xã Kế An.